# Anna Brahe
Anna Augusta Brahe, född friherrinna Nordenfalk 11 december 1863 i Klara församling, Stockholm, död 27 maj 1929 i Östra Ryds församling, Uppland, var en svensk grevinna, hovdam samt slottsfru till Skokloster, Rydboholm och Krageholms slott. Hon var dotter till friherre Johan Nordenfalk den yngre samt gift med överstekammarherren Magnus Per Brahe, den sista greven Brahe.

## Biografi
Anna Brahe var fram till sitt giftermål 1897 hovfröken hos kronprinsessan Victoria. Hon återvände till hovet 1908 som tillförordnad överhovmästarinna åt Victoria som nu blivit drottning. Brahe var involverad som slottsfru vid sin makes fideikommisser, främst Skoklosters slott, där hon gjorde stora insatser i slottets och samlingarnas vård. Hon var även verksam inom Föreningen Handarbetets vänner och var länge ordförande i dess kulturutskott.

## Utmärkelser
- Litteris et Artibus, 26 maj 1925.[1]
- Kronprins Gustafs och Kronprinsessan Victorias silverbröllopsmedalj, 20 september 1906.[1]
- Konung Oscar II:s jubileumsminnestecken, 18 juni 1897.[1]
- 1:a klassen av österrikiska S:t Elisabetsorden.[1]